# Echidnopsis cereiformis
Echidnopsis cereiformis là một loài thực vật có hoa trong họ La bố ma. Loài này được Hook.f. mô tả khoa học đầu tiên năm 1871.

## Hình ảnh

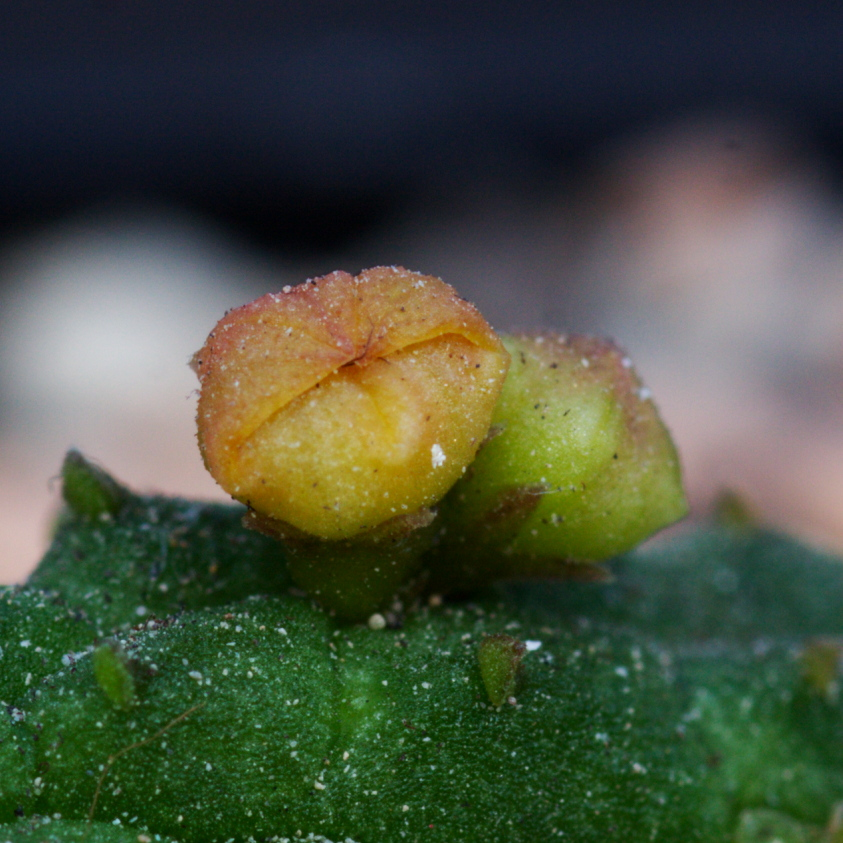
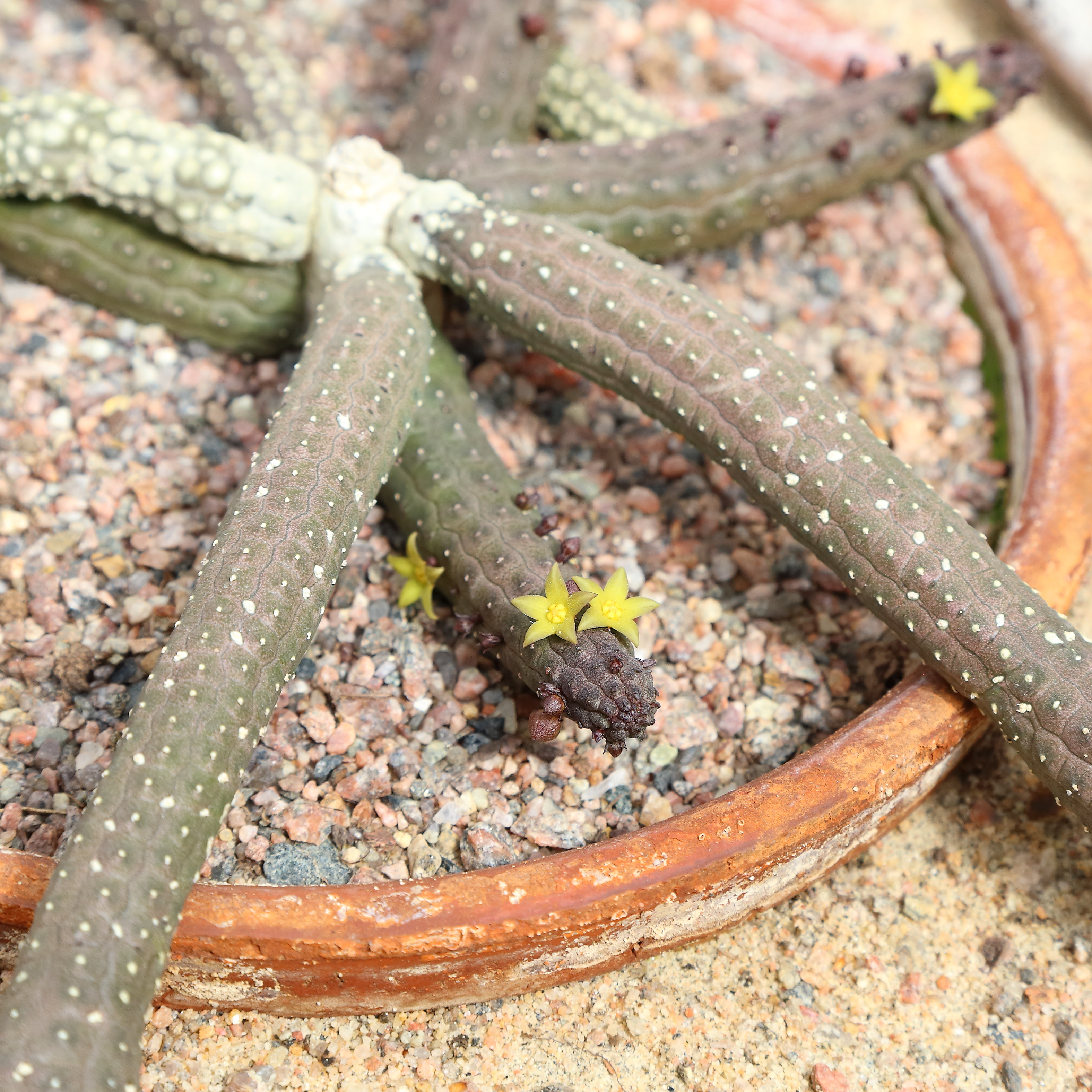
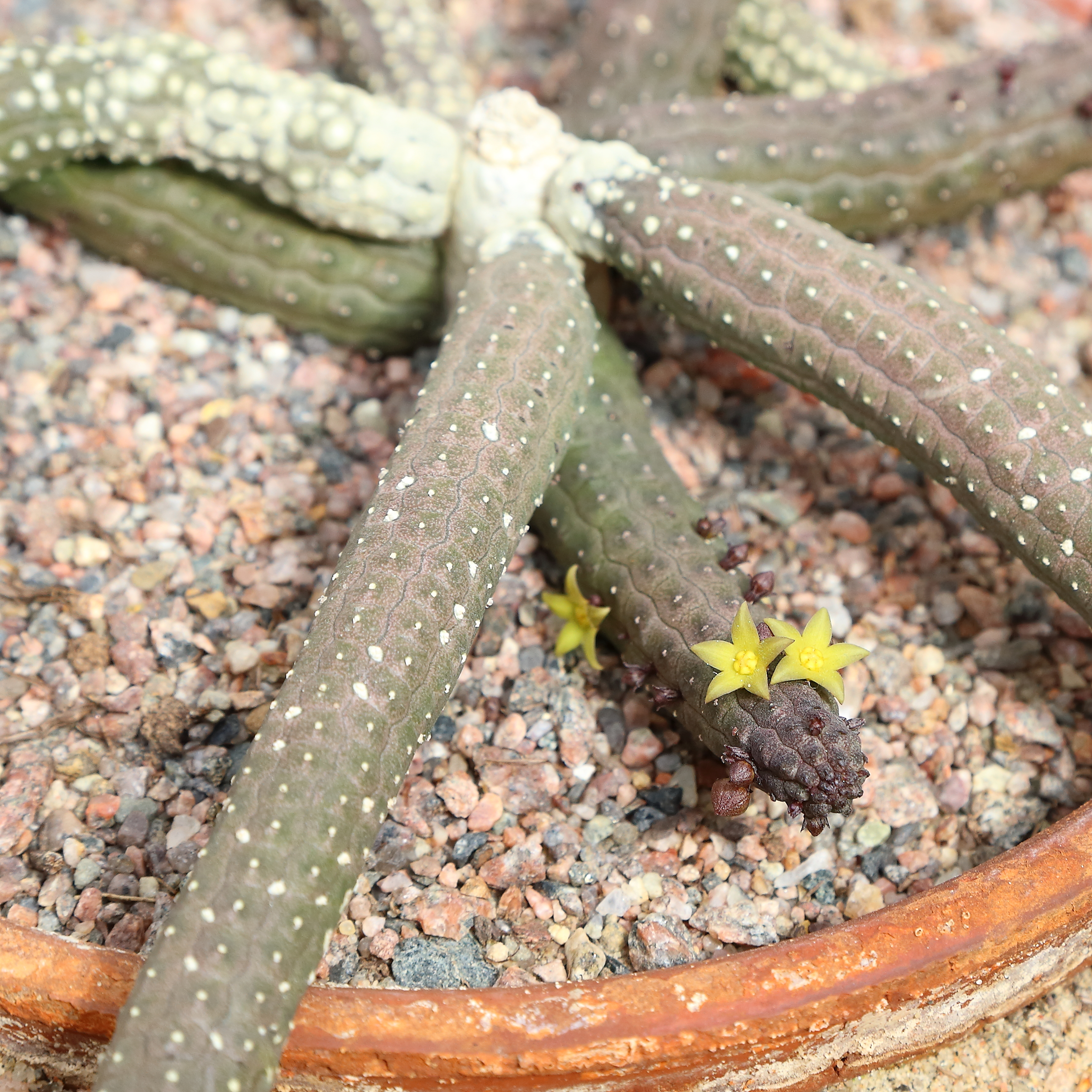